# Krapulax
Krapulax est un personnage de bande-dessinée de l'univers de Pif le chien et Hercule. Il est apparu pour la 1re fois en 1978 dans Pif gadget n°472 dans l'histoire complète Signé Krapulax ! de Michel Motti et François Corteggiani.

## Personnage
Krapulax est un ennemi de Pif et Hercule. Il cherche toujours à devenir le maître de l'univers, et ce par tous les moyens. Bien sûr, il échoue à chaque fois, mais se sauve in extremis. 
Il compte un adjoint souvent incapable : Gnom (qui est à peu près un nain), ainsi qu'un savant à son service : Mochepoire (qui s'oppose au savant ami de Pif et Hercule souvent présent dans ces aventures, le professeur Belpomme). Krapulax bénéficie également d'une main d'œuvre nombreuse, totalement à ses ordres mais quasiment dépourvue de réflexion : les Krapumecs. 
Krapulax est totalement mégalomane, et finit souvent par craquer nerveusement en explosant de colère, montrant là encore son haut degré de folie.

## Apparence
Contrairement à Pif et ses amis, qui sont des animaux anthropomorphes, Krapulax et ses serviteurs sont des humains. Krapulax a néanmoins une apparence particulière : il a le crâne rasé et porte souvent une grande cape. 